# Koray Gençerler
Koray Gençerler (* 30. April 1978) ist ein türkischer Fußballschiedsrichter.

## Karriere
Gençerler legte im Jahr 1994 im Alter von 16 Jahren seine Schiedsrichterprüfung in der Heimatstadt seiner Eltern, Manisa, ab.
Sein Debüt in der höchsten türkischen Fußballliga, der Süper Lig, gab er am 16. September 2007. Gençerler leitete die Begegnung Istanbul BB – Bursaspor.
Aufgrund schwacher Leistungen in der Süper-Lig-Saison 2012/13 stieg er in die TFF 1. Lig ab und pfeift seitdem Spiele in der zweiten und unregelmäßig auch in der dritten Liga.

## Privates
Gençerler ist 1978 in Deutschland geboren, seine Eltern waren zu der Zeit Gastarbeiter. Im Jahr 1980 wanderte die ganze Familie zurück zur Türkei.
Er absolvierte seine Schullaufbahn in seiner Heimatstadt Manisa und zog anschließend nach Mersin, wo er an der Mersin Üniversitesi den Studiengang Hotel- und Tourismusmanagement studierte.
Zusammen mit seinem Cousin Serkan Gençerler meldeten sich beide 1994 zum Schiedsrichterlehrgang an. Serkan Gençerler ist Schiedsrichter-Assistent bis zur Süper Lig (Stand Saison 2014/15).